# 欧州三井住友銀行
欧州三井住友銀行（おうしゅうみついすみともぎんこう）は、イギリスロンドンに位置する、かつて存在した三井住友グループのヨーロッパ営業所。現在のSMBCバンクインターナショナル。所在地は99 クイーンヴィクトリアストリート、ロンドン EC4V 4EH。

## 沿革
2003年3月設立。旧ロンドン支店、及びパリ支店の業務を継承した。
EU地域の一体運営加速、及び当地金融法制に則ったバンキング業務推進の観点から設立されている。
2004年にモスクワ駐在員事務所、2006年にミラノ支店がオープンした。
株主は100%三井住友銀行であり、欧州三井住友銀行社長は三井住友銀行常務を兼務する。
2020年にSMBCバンクインターナショナルに商号変更